# Audiófilo

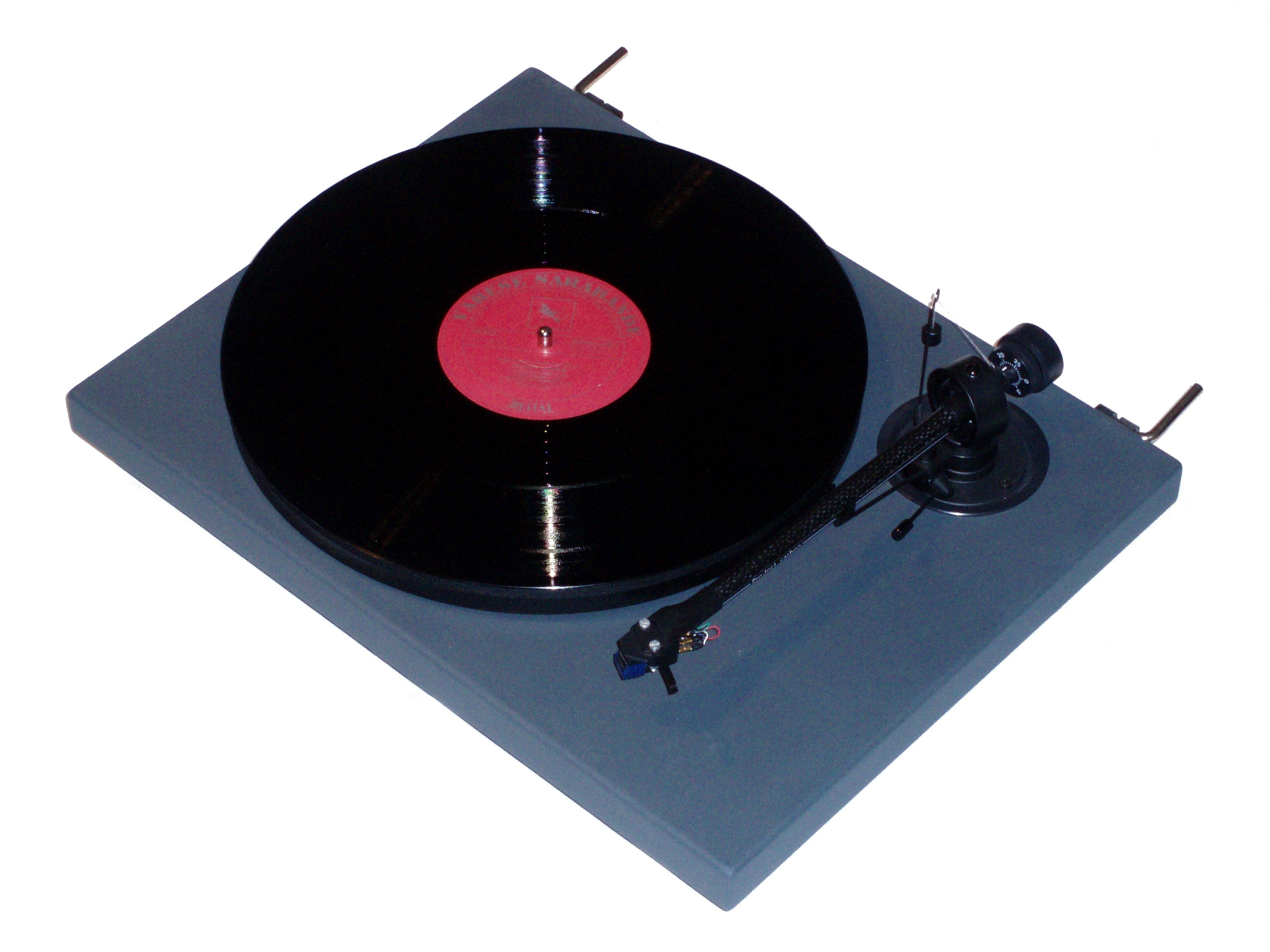
Um toca-disco moderno

O Audiófilo (do Latim: audīre, lit.  "escutar", e do Grego: φίλος (phílos), lit.  "que ama") é um entusiasta do som que gosta de ouvir reproduções de música em alta-fidelidade. Tenta alcançar um nível de qualidade da música o mais próximo possível da  gravação original usando aparelhos de alta fidelidade. Fazendo adaptações em todos os passos da reprodução de áudio, sendo a antítese da crescente popularidade de se ouvir música de maneira conveniente, mas com menor qualidade, como em arquivos digitais comprimidos tal qual o MP3, serviços de streaming e fones de ouvido de baixo custo. 
Seus equipamentos de som, muitas vezes adquiridos em lojas especializadas, podem incluir toca-discos, conversores digital-analógico, equalizadores, pré-amplificador e amplificador (podendo ser até mesmo de tubo de vácuo), caixas de som, subwoofers, fones de ouvido, e isolamento acústico na sala onde se encontram os aparelhos.